# Copidosoma deceptor
Copidosoma deceptor is een vliesvleugelig insect uit de familie Encyrtidae. De wetenschappelijke naam is voor het eerst geldig gepubliceerd in 1958 door Miller.